# Hello (brytyjski zespół muzyczny)
Hello – brytyjski zespół glamrockowy działający w latach 1974-1979. W roku 2002 lider zespołu Bob Bradbury reaktywował zespół, jednakże tylko on pozostał z dawnego składu.

## Skład
- Bob Bradbury (wł. Robert Bradbury, ur. 14 stycznia 1956 w Hampstead) – śpiew, gitara (od 1971 do 1979 oraz od 2002)
- Simon Ellis – gitara, śpiew (od 2002)
- Corrie Shiells – gitara basowa (od 2002)
- Jake Bradbury - perkusja (od 2013)

- Keith Marshall (ur. 5 czerwca 1956 w Hampstead) – gitara, śpiew (od 1971 do 1979)
- Vic Faulkner (wł. Victor Faulkner, ur. 27 lutego 1956 w Hampstead) – gitara basowa (od 1971 do 1979)
- Jeff Allen (wł. Jeffrey Allen, ur. 23 kwietnia 1946 w Tottenham) – perkusja (od 1971 do 1979)
- Alex Budge – perkusja (od 2002 do 2013)

## Dyskografia

### Albumy
- Keeps Us Off The Streets (1975)
- Hello Again (1978)
- Bravo Presents Hello (1978)
- The Very Best Of (1990)
- Hello (1995)
- New York Groove (1998)
- Best Of & Rarities (1999)

### Single
- You Move Me (1972)
- C'mon (1972)
- Another School Day (1973)
- Tell Him (1974)
- Game's Up (1974)
- Bend Me Shape Me (1975)
- New York Groove (1975)
- Love Stealer (1975)
- Seven Rainy Days (1976)
- Star Studded Sham (1976)
- Good old USA (1977)
- Let it Rock (1977)
- Shine on Silver Light (1977)
- Slow Motion (1977)
- Feel this Thing (1978)
- Plenty More Fish In The Sea (2007)